# سنچری پسیفیک فود
سنچری پسیفیک فود (انگلیسی: Century Pacific Food) شرکت صنایع غذایی فیلیپینی است، که در سال ۱۹۷۸ تأسیس شد.